# BoardGameGeek
BoardGameGeek – angielskojęzyczny portal założony w 2000 roku, będący kompendium wiedzy o grach planszowych z całego świata.
Serwis oferuje między innymi recenzje gier, instrukcje do gier w różnych językach, fora dyskusyjne o grach, o zasadach i modyfikacjach zasad, targowisko gier planszowych, przykładowe zdjęcia gier i inne informacje. Można też tam znaleźć informacje o autorach gier i wydawnictwach.
Serwis tworzony jest przy współpracy zarejestrowanych członków z całego świata.
Na stronie BoardGameGeek można znaleźć ranking gier planszowych, który jest tworzony dzięki ocenom użytkowników serwisu w skali od 1 do 10.
Serwis ten organizuje również konwent BGG.con oraz ogłasza coroczną nagrodę dla najlepszej gry Golden Geek Award.